# Rostrogobio liaohensis
Rostrogobio liaohensis är en fiskart som beskrevs av Qin, 1987. Rostrogobio liaohensis ingår i släktet Rostrogobio och familjen karpfiskar. Inga underarter finns listade i Catalogue of Life.